# Andrea Mazzitelli
Andrea Mazzitelli (Parghelia, 27 luglio 1753 – Napoli, 8 gennaio 1800) è stato un militare e marinaio italiano,  ufficiale della Real Marina del Regno delle Due Sicilie e poi della Repubblica Napoletana.

## Biografia
Nacque a Parghelia il 27 luglio 1753, figlio di Francesco e di Vincenzina Ieròcades. Fece i suoi primi studi sotto lo zio Antonio Jerocades, poeta, letterato e umanista, che aveva una scuola privata a Parghelia, frequentandolo sino al 1765. Trasferitosi quindi a Marsiglia, dove il padre aveva alcuni attività commerciali, fu ospite presso una famiglia e studiò alla Regia Scuola Nautica sotto la direzione dell'idrografo Poittevin conseguendo il diploma di pilota d'altura. La famiglia che lo ospitava possedeva alcuni bastimenti commerciali ed egli navigò al lungo, toccando le coste dell'Africa, dell'Asia e delle Americhe. Il 20 febbraio 1776 sposò la signorina Caterina Massari, e mentre trascorreva un periodo di riposo a Parghelia venne a sapere che il Ministro della Marina Giovanni Acton arruolava specialisti per la ricostituita Marina del Regno di Napoli. Presentò subito domanda che fu accolta con Real Dispaccio del 10 marzo 1789 e fu arruolato come pilota soprannumerario. Per i titoli acquisiti sostenne l'esame di ufficiale, avendo come esaminatore Francesco Caracciolo. Fin dal 1792 iniziò a frequentare la casa del letterato Ignazio Ciaia a Napoli, e fu per questo continuamente sorvegliato dalla Polizia. Nel 1795 diede alle stampe il libro Corso teorico pratico di nautica in un novella facilissimo metodo dedicandola al Ministro Acton. Dopo la pubblicazione di questa opera la Polizia intensificò la sorveglianza e venne arrestato e incarcerato nelle carceri della Giunta di Stato insieme a Paribella, Bisceglia, Fasulo e all'abate Giuseppe Cestari, venendo liberato il 22 luglio 1798, esonerato dal servizio nella Marina militare in base all'applicazione della Legge Castelcicala. Con la fuga della famiglia reale da Napoli, il 22 dicembre 1798, la città cadde in preda alla totale anarchia popolare, e l'ammiraglio inglese Horatio Nelson  diede l'ordine di incendiare le navi borboniche presenti in porto affinché non cadessero nelle mani dei francesi. Dopo i primi giorni trascorsi in casa egli si presentò al generale Jean Étienne Championnet il quale lo incaricò dapprima di guidare una colonna di granatieri direttamente nel centro di Napoli, e poi di catturare con i circa 50 uomini al suo comando la fregata Cerere, presente in porto, che stava per salpare alla volta di Palermo. Con una brillante azione catturò la Cerere, al comando del capitano Maurizio, e si impadronì anche di due corvette e quattro brigantini. Assunse il comando del dipartimento della Marina e della Darsena, ma a causa del suo spirito di indipendenza venne esonerato dalle autorità francesi ed imprigionato, ma fu poi processato ed assolto da ogni accusa. Nei primi giorni del 1799 con un barcone armato catturò a Nisida un bastimento mercantile carico di cuoio, catrame e mobili, il cui proprietario era fuggito a Palermo, e poi nelle acque di Cassano di Sorrento di tre polacche cariche di polvere da sparo. Promosso tenente di vascello il 3 marzo assunse il comando del porto di Ponza e della Darsena, e poi fu promosso capitano di fregata. Il 2 aprile catturò il fortino di Pozzano, e il 17 maggio agli ordini di Caracciolo prese parte al combattimento navale contro gli inglesi tra Procida e Ischia al fine di impedire la riconquista di Procida da parte delle forze inglesi. Il 13 giugno 1799 rimase ferito sul Ponte della Maddalena in un combattimento contro le forze realiste, venendo catturato dalle truppe del Cardinale Ruffo e rinchiuso ai Granilli. Dopo 8 mesi fu processato da un tribunale composto da 11 giudici, e condannato a morte per impiccagione. Subito rinchiuso in una cappella del castello del Carmine, la sentenza fu eseguita l'8 gennaio 1800. Insieme a lui vennero giustiziati anche gli ufficiali Luigi De La Granelais, Giovan Battista De Simone, e Raffaele De Montemajor.  Una via di Pagheria porta il suo nome.

## Pubblicazioni
- Corso teorico pratico di nautica in un novella facilissimo metodo,  Tipografia Ramondini, Napoli, 1795.
- Lettera del cittadino Andrea Mazzitelli tenente di vascello al cittadino Francesco Caracciolo Direttore Generale della Marina Napolitana, 1799.